# Seance – Das Grauen
Seance – Das Grauen (jap. 降霊, Kōrei) ist ein japanischer Horrorfilm des Regisseurs Kiyoshi Kurosawa aus dem Jahr 2001. Es handelt sich hierbei um eine Neuverfilmung des britischen Films An einem trüben Nachmittag (Original: Séance on a Wet Afternoon) von 1964 und beruht ebenso wie dieser auf dem gleichnamigen Buch von Mark McShane.
Der Film ist ein düsterer, schockierender Psycho-Horrorthriller von Kiyoshi Kurosawa, der international mehrfach ausgezeichnet wurde und in einem Atemzug mit Titeln wie The Grudge – der Fluch, The Ring und Dark Waters genannt wird. Seance zeigt unvergesslich düstere, schockierende Bilder. Ein Film von verstörender Unruhe und Grausamkeit.
Jun, ein Medium stellt spirituell Kontakte zu Verstorbenen her. Eines Tages bittet die Polizei sie um Hilfe. Ein Mädchen wurde gekidnappt. Jun spürt die Präsenz des Mädchens in ihrem Haus und findet dieses tot in einem der Ausrüstungskoffer ihres Mannes vor. Ihre Seele findet keine Ruhe und das Grauen nimmt seinen Lauf …

## Kritiken
Das Lexikon des internationalen Films schrieb, der Film sei ein „ebenso intelligent wie subtil entwickelter Horrorfilm, dessen stoische Kamera ein Gefühl der Verunsicherung“ evoziere, „dem man sich schwer entziehen“ könne. Des Weiteren würde der mit geringem Budget produzierte Film „durch unvorhersehbare Ideen und surreale Momente, die eine beklemmende Atmosphäre erzeugen“ überraschen.